# Абхази
Абхази су северозападнокавкаски народ, који претежно живи у фактички независној делимично признатој држави Абхазији, у којој чини око 51% становништва (попис из 2011). Абхазија је од 1992. године фактички независна држава, али је власти Грузије сматрају аутономном републиком у саставу Грузије. Пре грађанског рата у Абхазији (1992—1993), Абхази су чинили око 18% становништва ове републике, и били су други народ по бројности, после Грузина (око 46%). Током грађанског рата, готово целокупна грузијска популација је етнички очишћена, односно протерана из Абхазије, тако да су данас најбројнији народ у овој републици Абхази. Абхази су делом православне, а делом исламске вероисповести, а говоре абхаским језиком, који спада у абхаско-абазинску групу северозападнокавкаске породице језика.
Абхаза укупно има око 200.000, од тога у Абхазији око 135.000. 